# Johnny Kitagawa
Johnny Kitagawa (jap. ジャニー喜多川 Janī Kitagawa; ur. 23 października 1931 w Los Angeles, zm. 9 lipca 2019 w Tokio) – japoński przedsiębiorca, założyciel i były prezes agencji Johnny & Associates, która znana jest z wykreowania licznych japońskich boysbandów. Kitagawa utworzył, wyprodukował i zarządzał wieloma popularnymi zespołami, takimi jak Arashi, NEWS i KAT-TUN.
Z czasem jego wpływy w środowisku rozrywkowym rozprzestrzeniły się także na telewizję (mimo castingów, to członkowie jego agencji dostawali role w serialach). Stał się jedną z najbardziej wpływowych osób w przemyśle rozrywkowym i to praktycznie on, przez ponad 40 lat, posiadał monopol na tworzenie boys bandów w Japonii.
W latach 1998–2000 Kitagawa był oskarżony o wykorzystywanie swojej pozycji w celu nawiązywania kontaktów seksualnych z chłopcami będącymi w jego agencji. Kitagawa zaprzeczył tym zarzutom i w 2002 roku gazeta „Shūkan Bunshun”, która opublikowała te zarzuty, musiała zapłacić mu zadośćuczynienie w wysokości 8,8 milionów jenów. Magazyn złożył apelację, w wyniku której wyrok został częściowo uchylony. Sąd Najwyższy w Tokio zmniejszył odszkodowanie do 1,2 mln jenów, stwierdzając, że doniesienia o piciu i paleniu były zniesławiające, ale zarzuty o seksualne wykorzystywanie dorastających chłopców przez Johnny'ego Kitagawę były prawdziwe. Odwołanie Kitagawy do Sądu Najwyższego z 2004 roku zostało odrzucone. Dokument o zarzutach molestowania seksualnego wobec Kitagawy został wydany przez BBC w marcu 2023 roku.
Pomimo kłopotów z powództwami, w 2007 roku powstał zespół Hey! Say! 7 (należący do Johnny & Associates), który stał się najmłodszą grupą (średnia wieku poniżej 15 roku życia), która zdobyła pierwszą pozycję w rankingach. Kitagawa uczestniczył w działaniach swojej agencji, będąc prezesem aż do śmierci.
Zmarł 9 lipca 2019 w wyniku udaru mózgu.